# ساحة فوندوم
ساحة فوندوم المعروفة سابقًا باسم ميدان لويس الكبير والساحة الدولية، هي ساحة في الدائرة الأولى في باريس، فرنسا، تقع في شمال حديقة التويلري وشرق كنيسة لا مادلين. تمنح الهندسة المعمارية المنتظمة للساحة التي قام بها جول أردوان مانسار والشاشات المتعرجة المعلقة عبر الزوايا ساحة فاندوم المستطيلة الشكل مظهرًا مثمنًا.

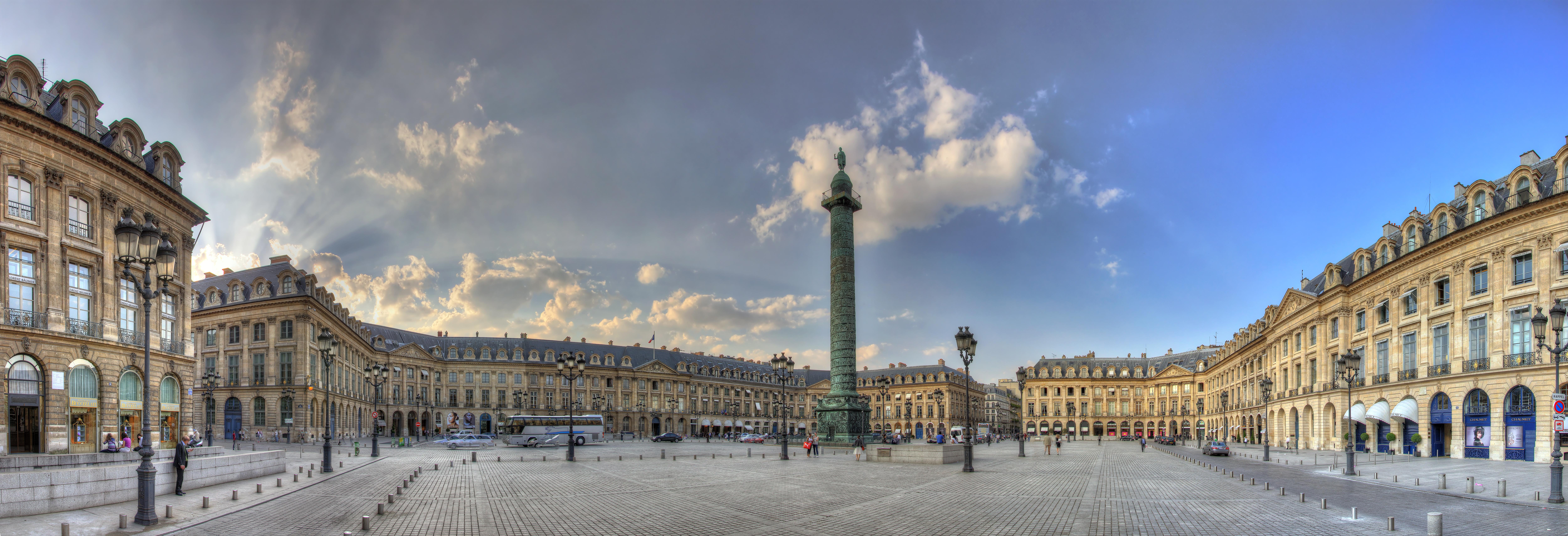
ساحة فوندوم، باريس

تم إنشاء عمود فوندوم الأصلي في وسط الساحة من قبل نابليون بونابرت لأحياء ذكرى معركة أوسترليتز، تم هدمه في 16 مايو 1871، بموجب مرسوم صادر من كومونة باريس، ولكن أُعيد تشييده لاحقًا ولا يزال سمة بارزة في الساحة حتى اليوم.

## تاريخ

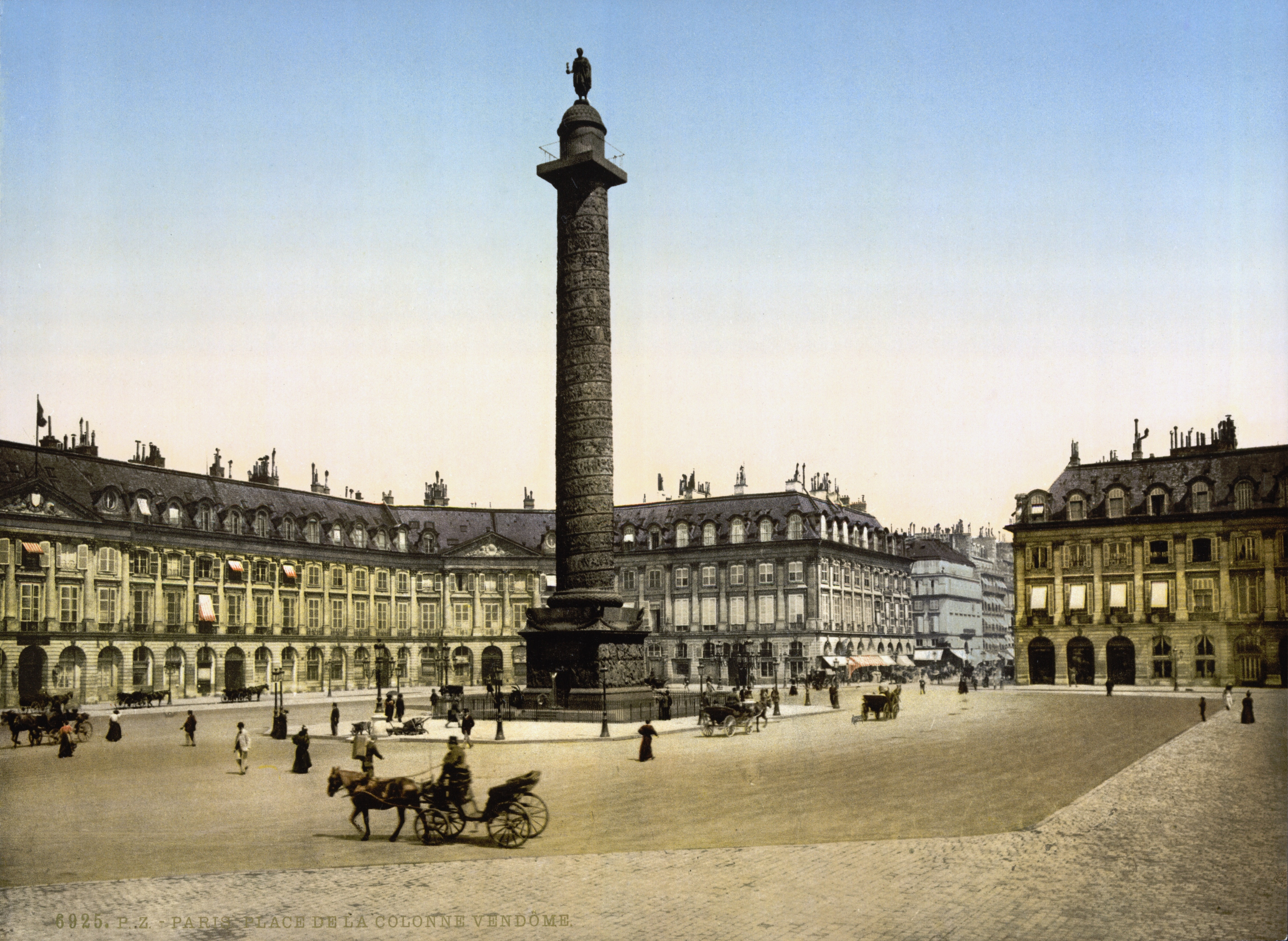
ساحة فوندوم، عام 1900

بدأ بناء ساحة فوندوم في عام 1698 كنصب تذكاري لمجد جيوش لويس الرابع عشر، وأطلق عليها اسم ساحة الفتوحات، وأُعيدت تسميته بميدان لويس الكبير، عندما ثبت أن الفتوحات مؤقتة. تبرعت سلطات المدينة بتمثال الفروسية بالحجم الطبيعي للملك من تصميم فرانسوا جيراردون (1699) وتم وضعه في وسط الساحة. ويُعتقد أنه أول تمثال كبير للفروسية الحديثة يُصب في قطعة واحدة.
تم تدميره في الثورة الفرنسية؛ ومع ذلك توجد نسخة صغيرة منه في متحف اللوفر. أدى هذا إلى نكتة شائعة مفادها أنه بينما كان هنري الرابع يسكن بين الناس بجوار جسر نف، ولويس الثالث عشر بين الأرستقراطيين في ساحة فوج، فضّل لويس الرابع عشر صحبة مزارعي الضرائب في ساحة فوندوم؛ حيث يعكس كل منهم المجموعة التي فضّلها في الحياة.
كان موقع الساحة سابقًا فندق سيزار دي بوربون دوق فوندوم، الابن غير الشرعي لهنري الرابع وعشيقته غابرييل ديستري. اشترى أردوان مانسار المبنى وحدائقه، بهدف تحويله إلى قطع بناء كمضاربه مربحة. لم تتحقق الخطة، وقام وزير المالية  في عهد لويس الرابع عشر، لوفوا، بشراء قطعة الأرض بهدف بناء ساحة، على غرار ساحة فوج الناجحة في القرن الماضي ولكن واجه لوفوا صعوبات مالية ولم ينتج عن مشروعه شيء ايضًا. بعد وفاته، اشترى الملك قطعة الأرض وكلف أردوان مانسار بتصميم واجهة منزل يوافق مشترو قطع الأراضي المحيطة بالساحة على الالتزام بها. وعندما تدهورت الموارد المالية للدولة تولى الممول جون لو المشروع، وبنى لنفسه مسكنًا خلف إحدى الواجهات، وتم الإنتهاء من الساحة بحلول عام 1720، تمامًا كما انفجرت فقاعة النقود الورقية في شركة ميسيسيبي وتعرض جون لو لضربة قوية عندما أُجبر على سداد ضرائب بلغت عشرات الملايين من الدولارات وفي غياب أي وسيلة لسداد مثل هذا المبلغ، اضطر إلى بيع العقار الذي يملكه في الساحة. كان المشترون أعضاء في (فرع كوندي المنفي لآل بوربون) والذين عادوا لاحقًا إلى البلاد لاستعادة أراضيهم في بلدة فوندوم نفسها. وفي الفترة ما بين عامي 1720 و1797، استحوذوا على جزء كبير من الساحة، بما في ذلك ملكية حرة لأجزاء من الموقع الذي يقع عليه فندق الريتز الآن. وكانت نيتهم في ترميم قصر عائلي في الموقع تعتمد على النوايا المحتملة لوزارة العدل المجاورة لتوسيع مقرها.
عندما أقامت فرنسا علاقات دبلوماسية مع جمهورية تكساس التي لم تدم طويلاً، كان مقر سفارة تكساس في فندق باتاي دي فرانسيس في ساحة فوندوم.
منظران علويان لساحة لويس الكبير عام 1705

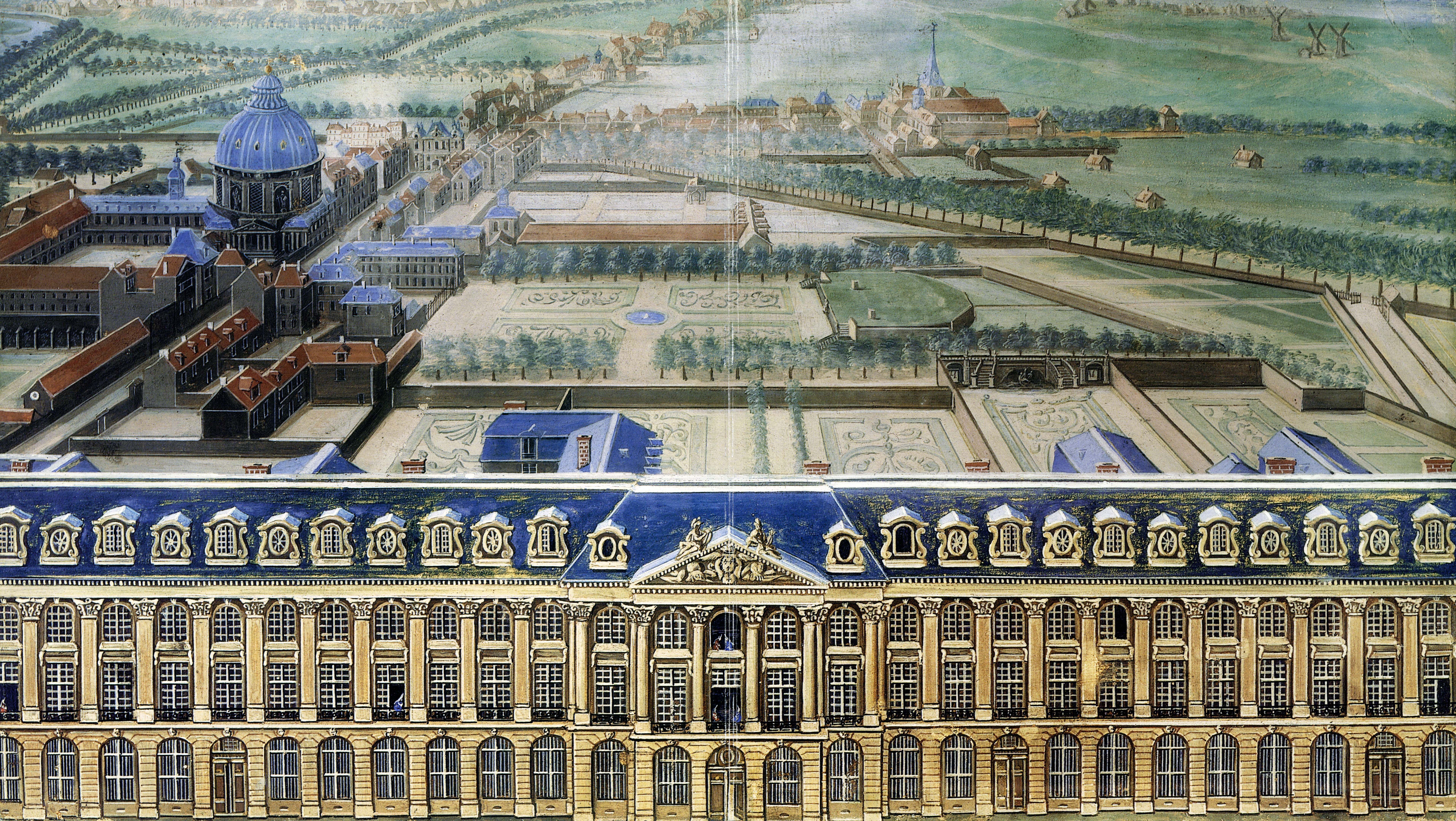
منظر إلى الغرب حيث تظهر كنيسة بنات العذراء على الجانب الجنوبي من شارع سانت أونوريه

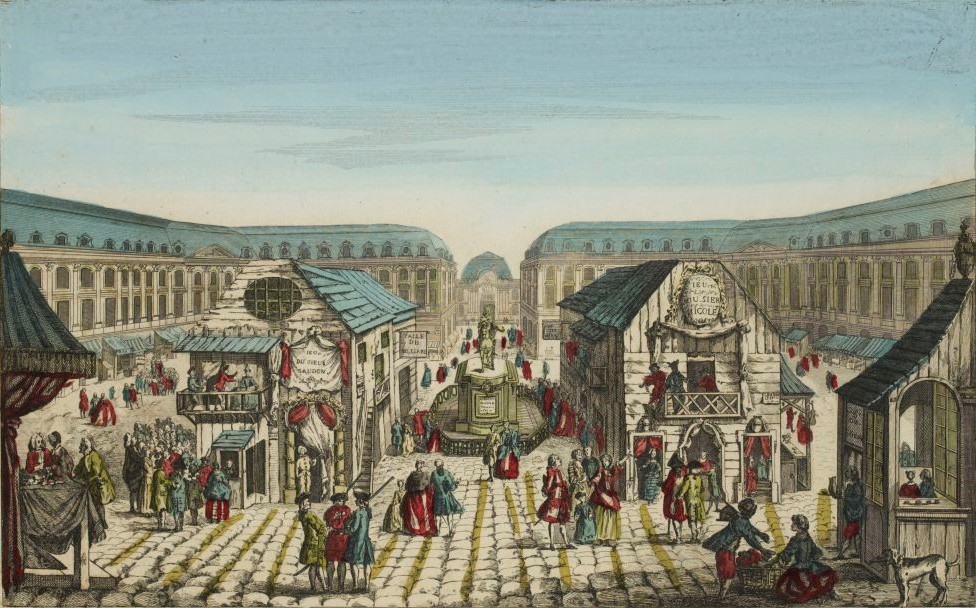
(foire saint-ovide) حوالي عام 1770، للفنان جاك غابرييل هوكييه ، متحف الثورة الفرنسية

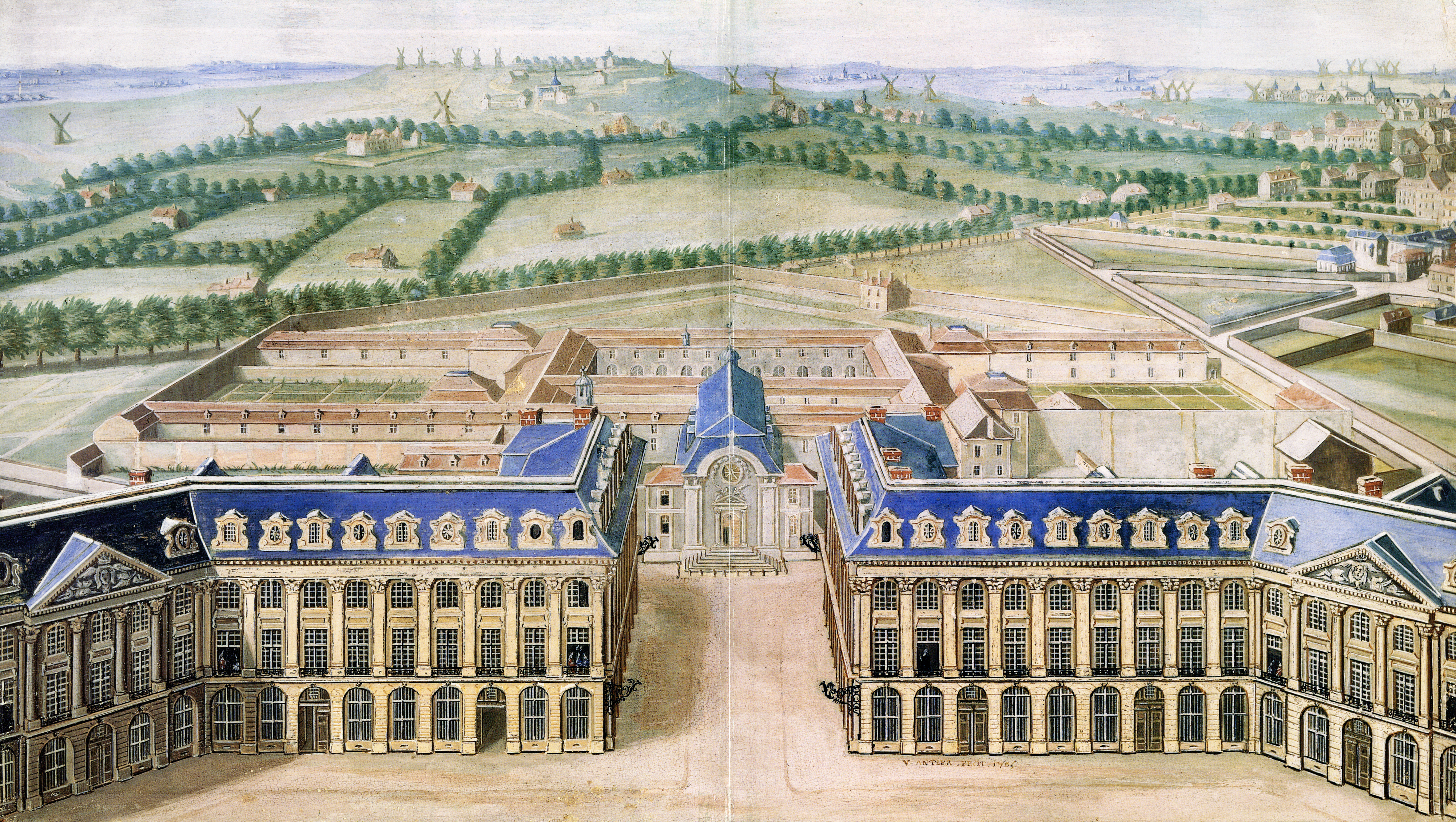
منظر إلى الشمال مع دير الكبوسين في الخلفية وحي مونمارتر.

## عمود فوندوم

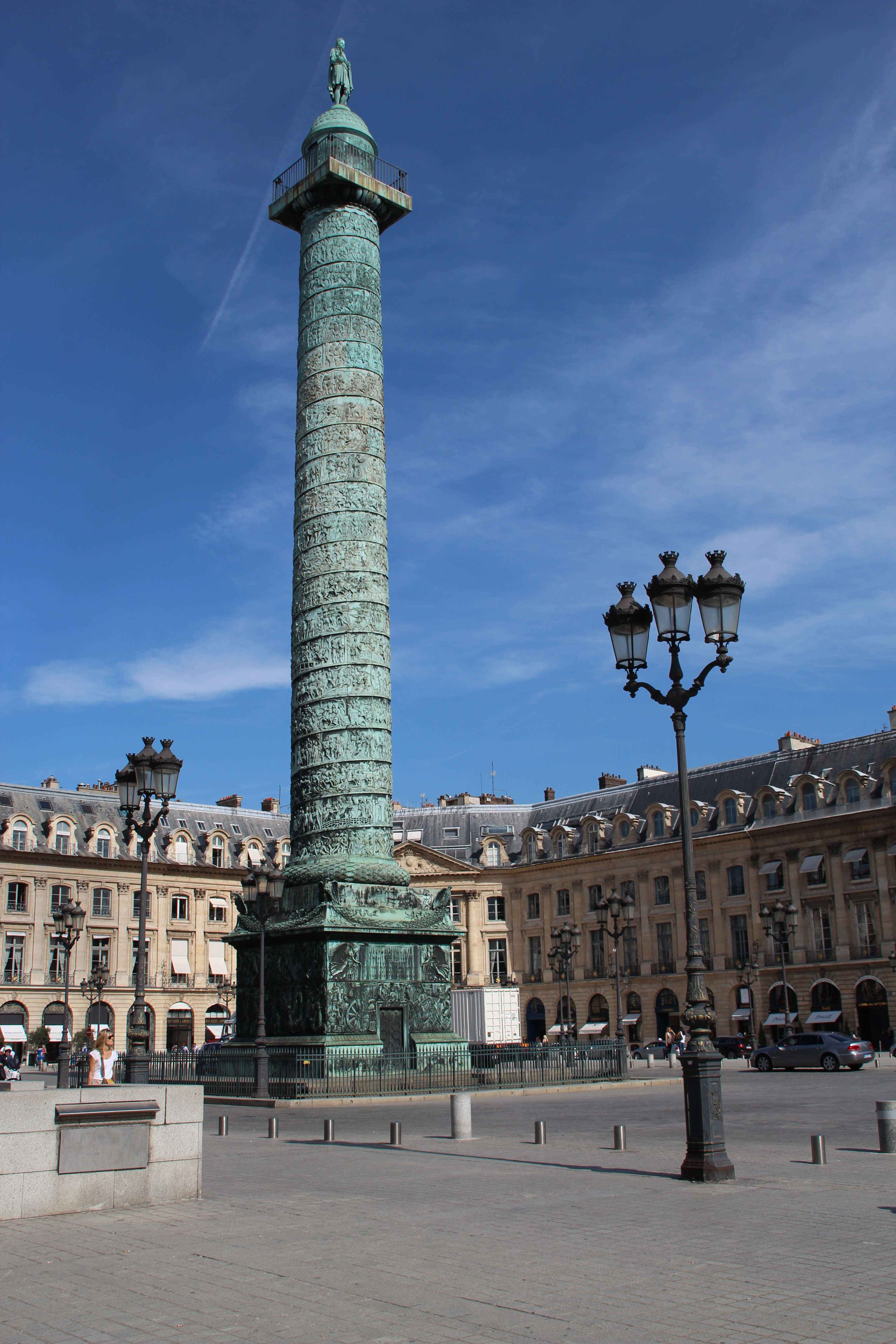
عمود فوندوم 2012

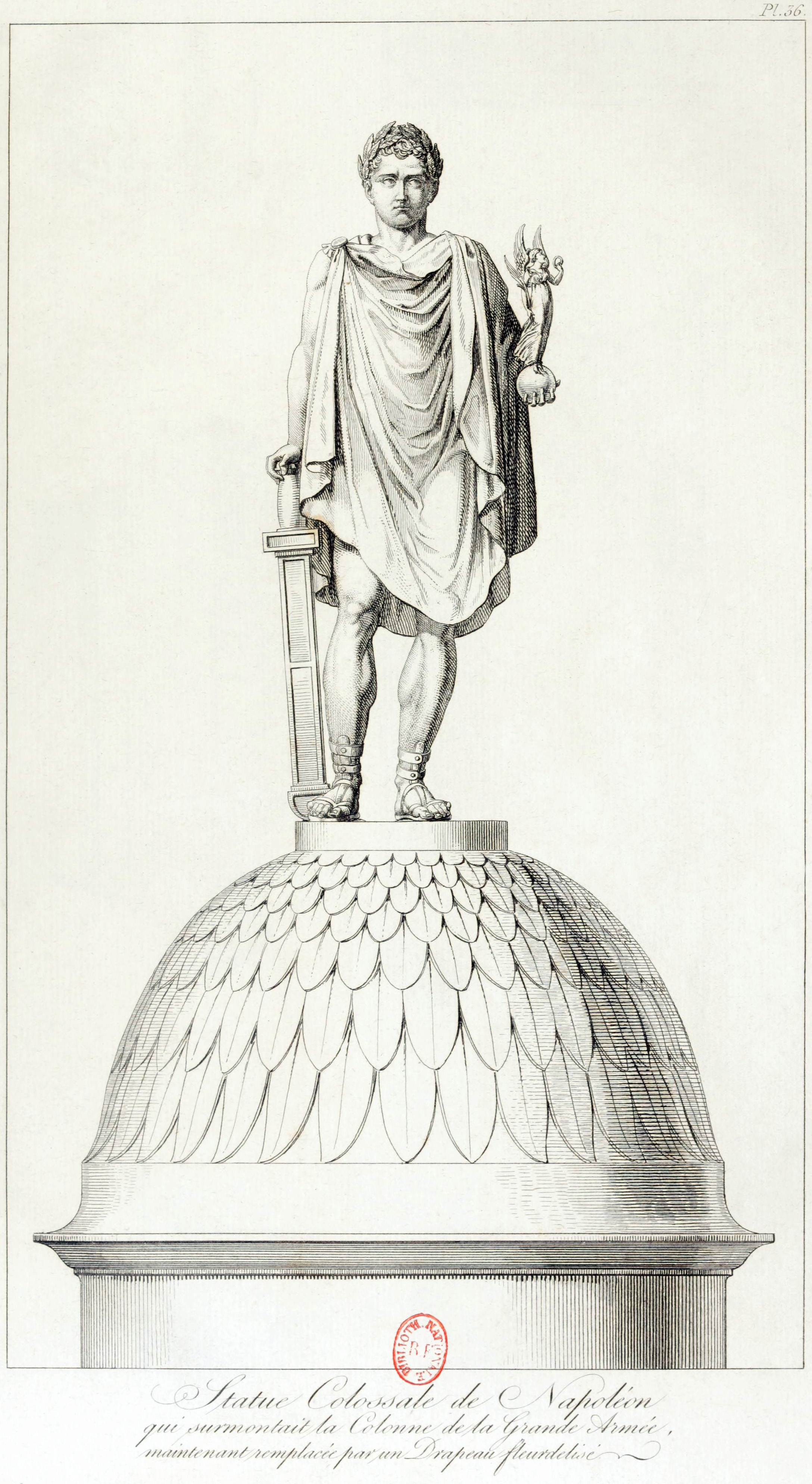
تمثال نابليون

بدأ بناء العمود الأصلي في عام 1806 بتوجيه من نابليون واكتمل في عام 1810. تم تصميمه على غرار عمود تراجان، للاحتفال بانتصار معركة أوسترليتز ؛ صُنعت قشرة العمود المكونة من 425 لوحة برونزية حلزونية  من مدافع مأخوذة من الجيوش الأوروبية المشتركة، وفقًا لدعايته. (الرقم المعطى مبالغ فيه إلى حد كبير: تم الاستيلاء على 180 مدفعًا في أوسترليتز. ) صمم النحات بيير نولاسك بيرجيريت هذه اللوحات ونفذها فريق من حوالي 30 نحاتًا بما في ذلك (جان جوزيف فوكو، لويس سيمون بوازو، فرانسوا جوزيف بوسيو، لورينزو بارتوليني، كلود رامي، فرانسوا رود، كوربيت، كلوديون، جولي شاربنتييه، هنري جوزيف روكثيل). تم وضع تمثال لنابليون من تصميم أنطوان دينيس شوديه أعلى العمود. تم تصوير نابليون مرتديًا ملابس رومانية، عاري الرأس، متوجًا بالغار، ممسكًا بسيف في يده اليمنى وكرة أرضية تعلوها تمثال النصر ( كما في نابليون في دور المريخ صانع السلام ) في يده اليسرى.
في عام 1816، مستفيدين من قوة احتلال الحلفاء، قام حشد من الرجال والخيول بربط كابل برقبة تمثال نابليون أعلى العمود، لكنه رفض التحرك، قالت إحدى النساء مازحة: "إذا كان الإمبراطور ثابتًا على عرشه كما هو الحال مع هذا التمثال على عموده، فهو بعيد كل البعد عن النزول عن العرش".[بحاجة لمصدر] بعد عودة آل بوربرون للحكم، تم هدم التمثال، وليس العمود، وصهره لتوفير البرونز لتمثال هنري الرابع على جسر نف.
تم إنشاء تمثال بديل لنابليون بالزي الحديث (قبعة ثنائية القرن وحذاء طويل وفراك ) على يد لويس فيليب ، وتمثال أفضل وأكثر كلاسيكية على يد  نابليون الثالث .

### الهدم خلال كومونة باريس
بغض النظر عن التقييم السياسي لنظرية كارل ماركس، فإن هناك أمراً واحداً مؤكداً: وهو أنه توقع انهيار عمود فوندوم قبل وقت طويل من وقوعه. وقد قدم هذا التوقع في الكتيب السياسي الثامن عشر من برومير لويس بونابرت عام 1852. ينتهي هذا الكتيب، الذي ينتقد بشدة نابليون الثالث، بالكلمات التالية: "ولكن إذا سقط الوشاح الإمبراطوري أخيرًا على أكتاف لويس بونابرت، فإن تمثال نابليون البرونزي سيسقط من ارتفاع عمود فاندوم".
خلال الأحداث التي سبقت تأسيس الكومونة، شهد يوم 22 مارس 1871 اضطرابات خارج الحرس الوطني عندما منع الحراس المتظاهرين الذين يحملون لافتات تعلن أنهم "أصدقاء السلام" من دخول ساحة فوندوم، وبعد إطلاق النار عليهم، أطلقوا النار على الحشد. قُتل ما لا يقل عن 12 شخصًا وجُرح العديد.

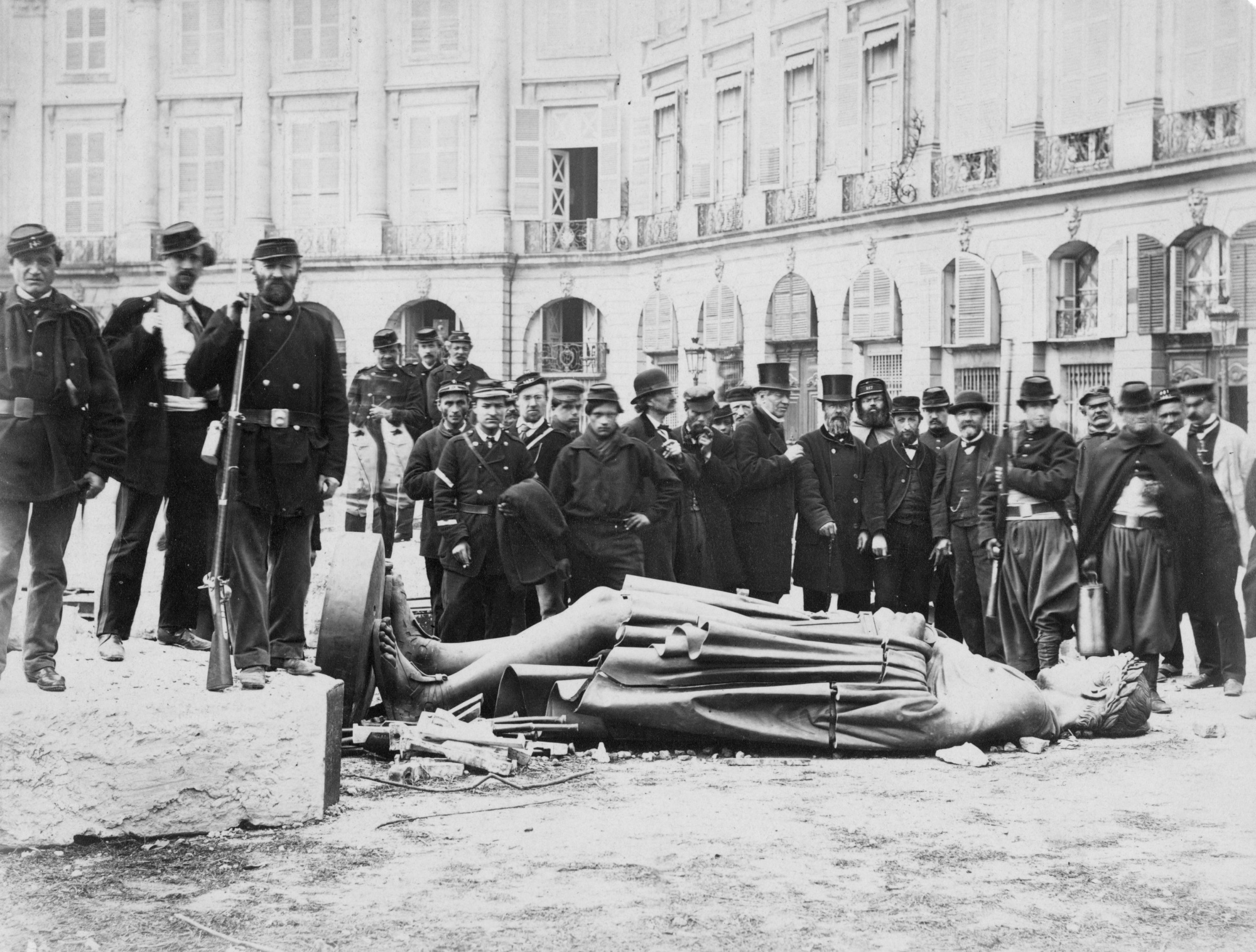
أعضاء كومونة باريس يقفون بجانب تمثال نابليون، 1871

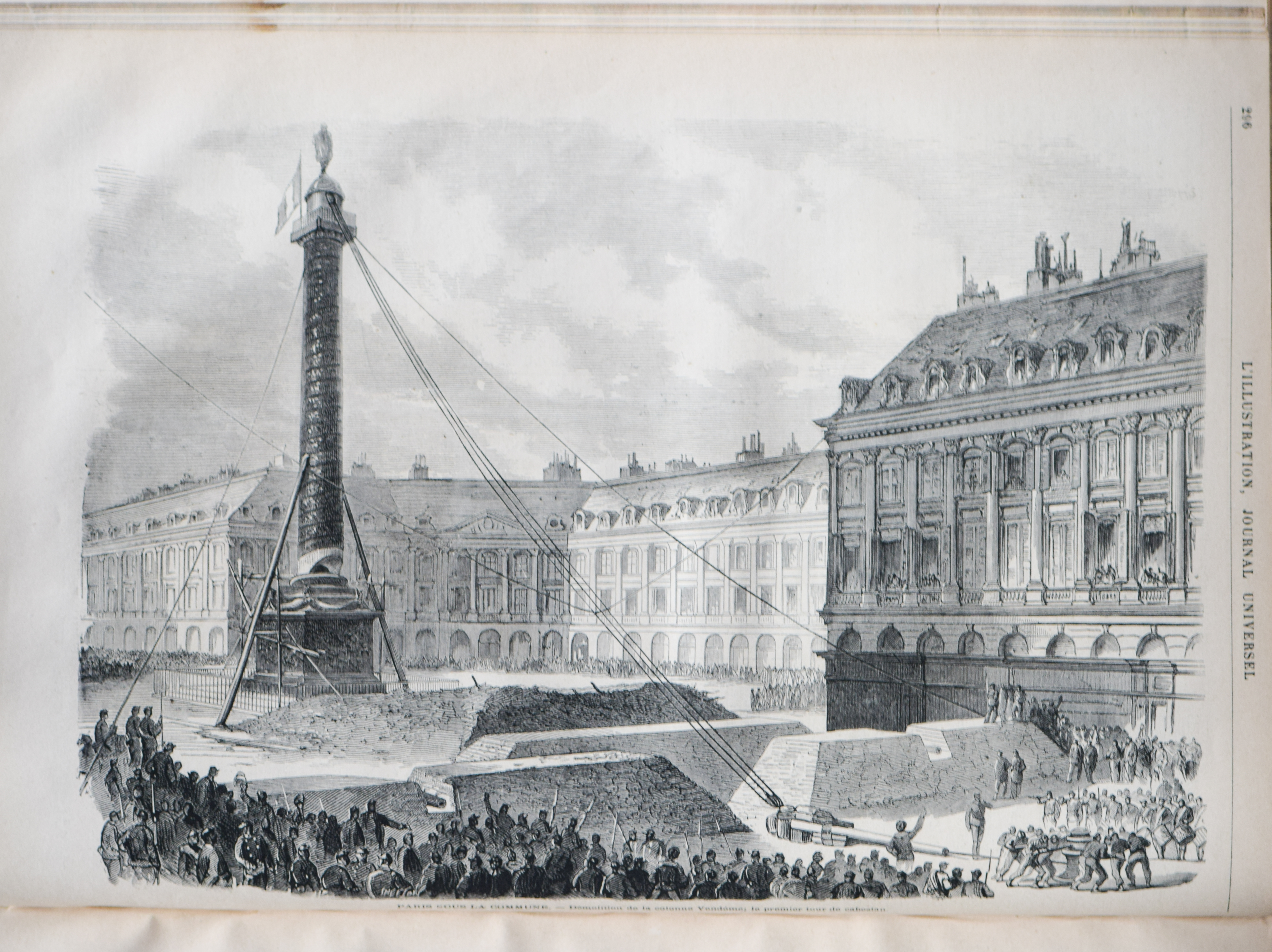
كومونة باريس تستعد لهدم العمود

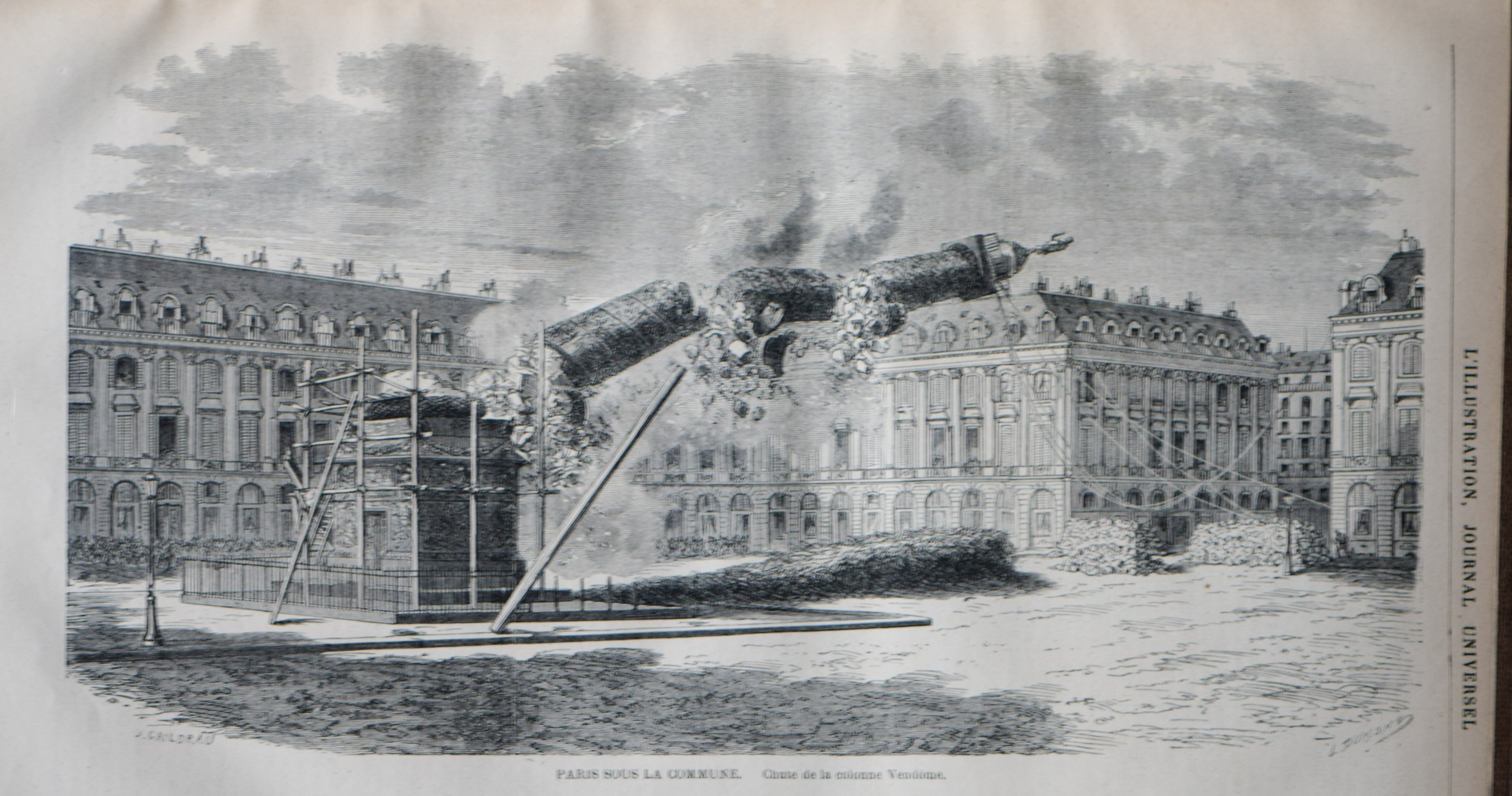
تدمير عمود فوندوم 1871

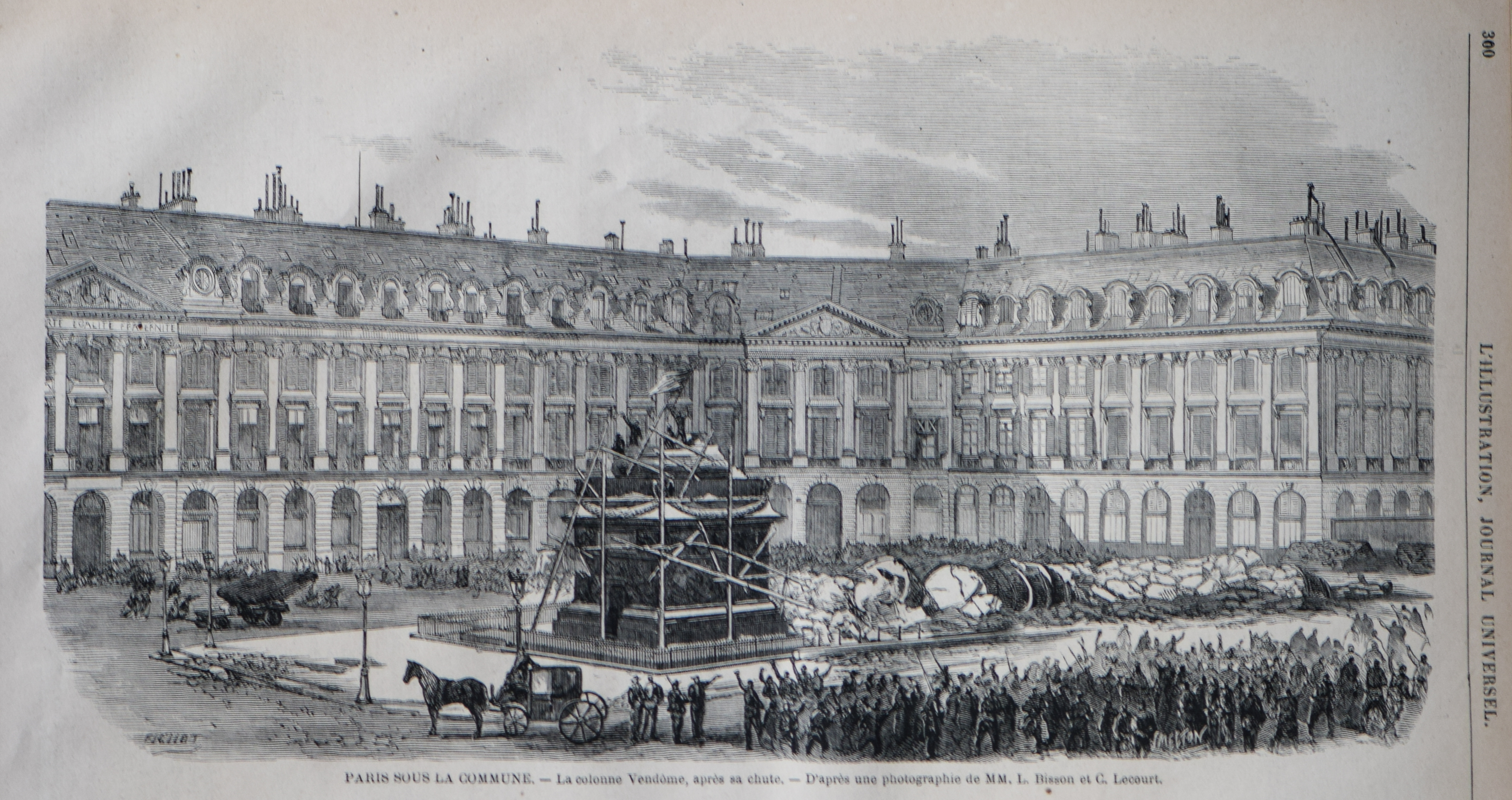
آثار تدمير العمود 1871

خلال كومونة باريس عام 1871، اقترح الرسام غوستاف كوربيه، رئيس اتحاد الفنانين والعضو المنتخب في الكومونة، تفكيك العمود وحفظه في قصر ليزانفاليد . زعم كوربيه أن:
لم يتم اعتماد مشروعه كما اقترح، على الرغم من صدور تشريع في 12 أبريل 1871 يسمح بتفكيك الرمز الإمبراطوري. عندما تم هدم العمود في 16 مايو، تم الحفاظ على ألواحه البرونزية. بعد استخدام سلسلة من الحبال وعمال المحاجر، رأى المراقبون أن التمثال...
مباشرة بعد تدمير العمود ورفضًا لتمجيده للشوفينية الوطنية والعدوانية، تمت إعادة تسمية ساحة فوندوم إلى الساحة الدولية احتفالًا بتعزيز الكومونيين للأخوة الدولية.

### بعد كومونة باريس
بعد قمع كومونة باريس على يد أدولف تيير ، تم اتخاذ القرار بإعادة بناء العمود مع ترميم تمثال نابليون في قمته.  لدوره في الكومونة، حُكم على كوربيه بدفع تكاليف إعادة بناء النصب التذكاري، والتي تم تقديرها بنحو 323000 فرنك ، على أقساط سنوية قدرها 10000 فرنك.  وبسبب عدم قدرته على الدفع، ذهب كوربيه إلى المنفى الاختياري في سويسرا، وصادرت الحكومة الفرنسية لوحات الفنان وباعتها مقابل مبلغ بسيط، وتوفي كوربيه في المنفى في ديسمبر 1877.  عام 1874، أعيد بناء العمود في وسط ساحة فوندوم مع نسخة من التمثال الأصلي في قمته.  

## في الثقافة الشعبية
اشتهرت ساحة فوندوم بفنادقها الفاخرة والأنيقة مثل فندق الريتز. كان للعديد من مصممي الملابس المشهورين صالوناتهم في الساحة. الاثنان الوحيدان المتبقيان هما صانع القمصان شارفيه ، في رقم 28، الذي يقع متجره في ساحة فوندوم منذ عام 1877،  ومصمم الأزياء الراقية شيرويت ، في رقم 21، والذي أُعيد تأسيسه في عام 2008. منذ عام 1718 تقع وزارة العدل، المعروفة ايضًا باسم "المستشارية"، في فندق بورفاليه الواقع في رقم 11 و13. على الجانب الآخر من ساحة فاندوم، يوجد رقم 14 مكتب باريس لبنك جيه بي مورجان ، البنك الاستثماري، ورقم 20 مكتب أرديان (المعروف سابقًا باسم أكسا برايفت إكويتي).
بعد وفاته في عام 1990، تم حرق جثة الفنان الأمريكي كيث هارينغ ونثر رماده على تلة بالقرب من كوتتاون ، باستثناء حفنة واحدة، أحضرتها يوكو أونو إلى ساحة فوندوم لأنها اعتقدت أن روح هارينغ أخبرتها بذلك.
في عشرينيات القرن العشرين، عمل المهندس المعماري الأمريكي ألونزو س. ويب في إعداد إعلانات وتصميمات باللغة الإنجليزية لبعض المنازل العصرية على طول ساحة فوندوم.
ساحة فوندوم هو فيلم صدر عام 1998 من إخراج نيكول جارسيا وبطولة كاثرين دينوف .
أشار مارك توين إلى عمود فوندوم في خطابه "بعض الأفكار حول علم الاستمناء" .
تعد ساحة فوندوم مكانًا لسرقة اللؤلؤة السوداء في الحلقة الأولى من الموسم الثالث من مسلسل لوبين على نتفليكس.

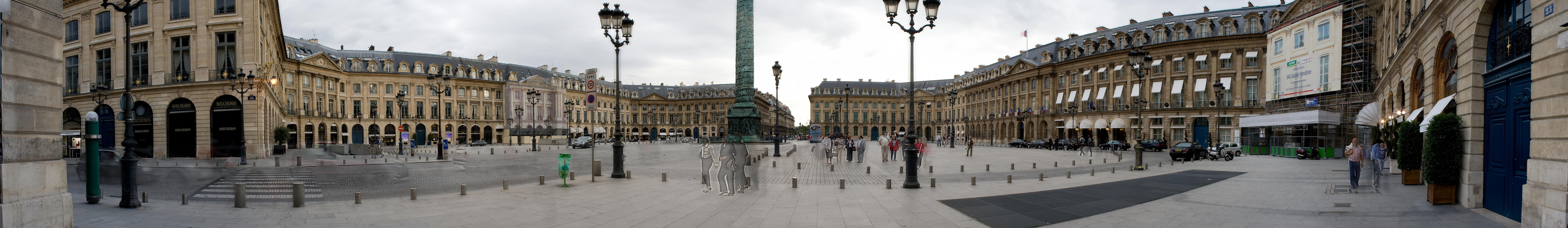
منظر بانورامي لساحة فوندوم

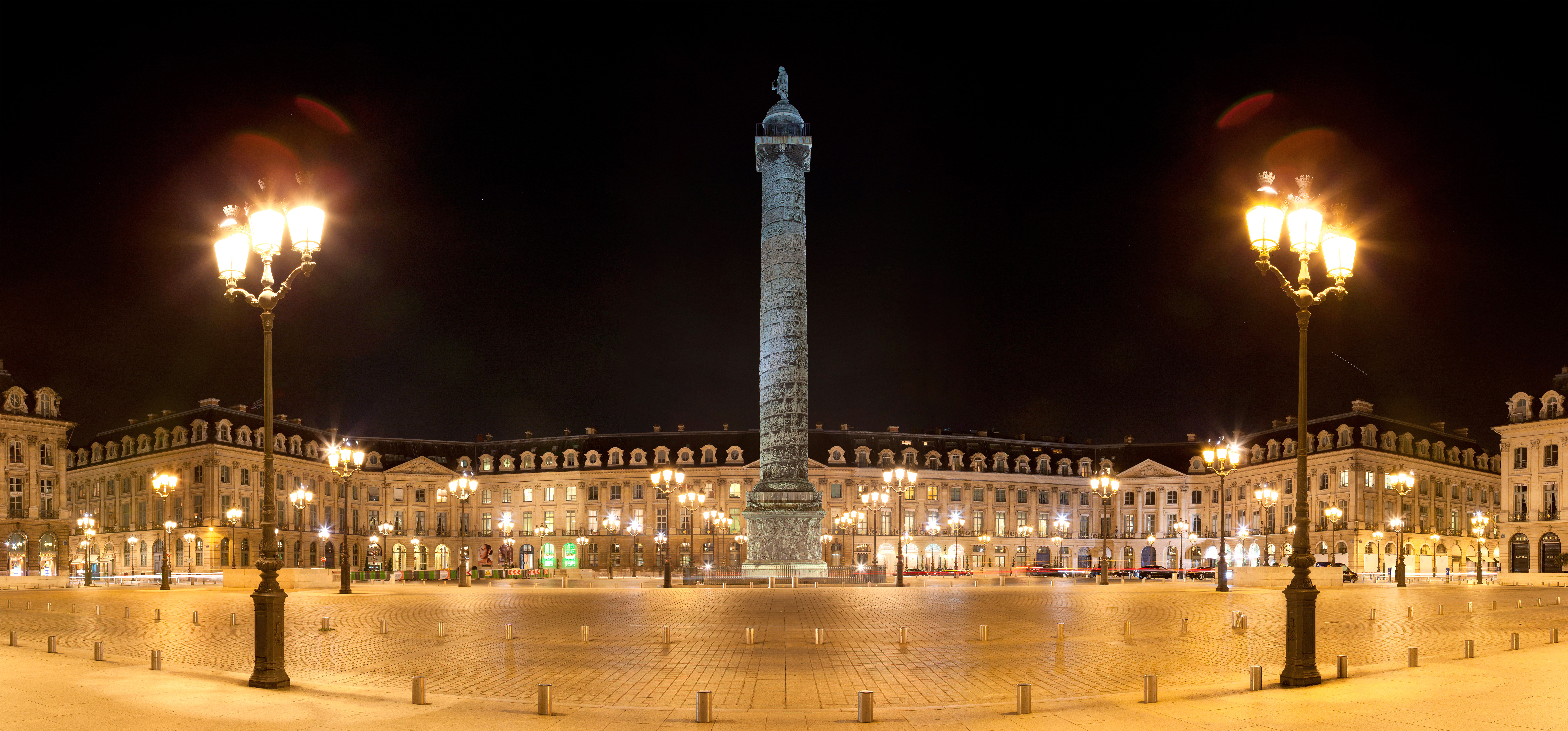
ساحة فوندوم في الليل

## أنظر أيضًا
•قائمة المعالم السياحية في باريس